# 敖倉
敖倉，故地位於漢滎陽縣城西北，以所在之敖山而得名；北臨黃河和濟水分流之處，南帶廣武山，西隔汜水，與天險雄關成皋（即虎牢）遙遙相望:171。秦汉时期政府设置的粮仓。

## 歷史
據皇甫謐《帝王世紀》記載，商王仲丁曾率眾遷居於此，河亶甲即位後又徒去。西周時，周宣王「薄狩於敖」。秦始皇時，在敖山置倉積谷，「會天下粟，轉輸於此，故名敖倉」。秦朝定都關中地區，故此設置敖倉，以為泝黃河入渭水流域之地。陳勝吳廣起事，田臧殺吳廣後，自以精兵西於敖倉迎戰秦軍，田臧敗死，軍隊被破。西漢初年重修，並設滎陽敖倉官治理倉務，直屬中央。東漢末年廢置:183。